# Conor Morgan
Conor Seamus William Morgan (Victoria, 3 agosto 1994) è un cestista canadese naturalizzato irlandese.

## Carriera
Con il Canada ha disputato i Campionati mondiali del 2019.

## Statistiche

### Eurocup
| Anno      | Squadra           | PG | PT | MP   | TC%  | 3P%  | TL%  | RP  | AP  | PRP | SP  | PP   |
| --------- | ----------------- | -- | -- | ---- | ---- | ---- | ---- | --- | --- | --- | --- | ---- |
| 2019-2020 | Joventut Badalona | 15 | 8  | 20,2 | 44,3 | 34,5 | 84,2 | 3,0 | 1,0 | 0,5 | 0,2 | 8,7  |
| 2020-2021 | Joventut Badalona | 18 | 7  | 18,6 | 45,7 | 32,4 | 73,3 | 3,3 | 0,4 | 0,3 | 0,1 | 8,9  |
| 2021-2022 | Andorra           | 15 | 5  | 17,2 | 44,9 | 37,9 | 77,8 | 3,6 | 0,5 | 0,4 | 0,3 | 7,5  |
| 2022-2023 | Śląsk Breslavia   | 11 | 11 | 25,7 | 42,7 | 34,9 | 75,0 | 6,5 | 0,7 | 0,4 | 0,3 | 10,2 |
| 2023-2024 | London Lions      | 22 | 13 | 25,3 | 48,6 | 38,5 | 87,1 | 4,9 | 2,4 | 0,6 | 0,5 | 11,0 |
| Carriera  | Carriera          | 81 | 44 | 21,4 | 45,8 | 36,0 | 80,4 | 4,2 | 1,1 | 0,5 | 0,3 | 9,3  |

## Palmarès
- British Basketball League: 1

London Lions: 2023-2024